# Vladímir Voievodski
Vladímir Aleksàndrovitx Voievodski (en rus: Владимир Владиславович Воеводский) (Moscou, 4 de juny de 1966 - 30 de setembre de 2017) fou un matemàtic rus, guanyador de la Medalla Fields l'any 2002.

## Biografia
Voievodski va estudiar a la Universitat Estatal de Moscou. Va rebre el seu títol de Doctor en Filosofia i Matemàtiques a la Universitat Harvard el 1992. Era professor a l'Institut d'Estudis Avançats de Princeton, Nova Jersey.
Fou l'autor (juntament amb Andrei Suslin i Eric M. Friedlander) de Cycles, Transfers and Motivic Homology Theories.